# 双将 (国际象棋)
在西洋棋中，「雙將」（英語：Double Check）是指一種特殊的局面，當某一方的國王同時受到兩個不同棋子的攻擊時，就稱為雙將。這是西洋棋中一種非常強大的攻擊手段，因為防守方的國王必須立即應對這個威脅，而通常只有幾種有限的應對方法。

## 概括性觀察
來源於兩個不同的棋子：雙將必須由兩個不同的棋子對國王形成威脅。例如，一個棋子直接將軍，另一個棋子因為移動而打開路徑，讓另外一個棋子也對國王形成將軍。
國王的唯一應對方式：當遇到雙將時，防守方的國王通常只有三種應對方式之一：
1. 移動到一個不受將軍的位置。
2. 吃掉將軍的其中一個棋子（如果可以）。
3. 無法通過阻擋或吃掉一個棋子來解雙將：因為是兩個不同的棋子同時將軍，防守方不能僅通過移動一個棋子來化解所有威脅。因此，雙將常常會迫使對方的國王移動，從而創造進一步的戰術機會。

## 總結
雙將是一種高級的戰術，通常在高水平的比賽中比較常見。可在適當的時機給予致命一擊。